# Resolución 1978 del Consejo de Seguridad de las Naciones Unidas
La resolución 1978 del Consejo de Seguridad de las Naciones Unidas, aprobada por unanimidad el 27 de abril de 2011, acordó prorrogar el mandato de la Misión de las Naciones Unidas en el Sudán (UNMIS) hasta el 9 de julio de 2011. Considerando los resultados del referéndum en Sudán Meridional y recordando las resoluciones anteriores sobre Sudán, el Consejo anunció la creación de una nueva misión que sustituyera a la UNMIS dado que la situación en la región seguía constituyendo una amenaza para la paz. El Consejo de Seguridad seguiría ocupándose de la cuestión de Sudán y solicitó al Secretario General que prosiguiera en su labor de consultas entre las partes involucradas en el marco del Acuerdo General de Paz.